# Victor-Joseph Étienne de Jouy
Victor-Joseph Étienne de Jouy (Versalles, 19 d'octubre de 1764 – 4 de setembre de 1846) va ser un dramaturg francès.
A l'edat de divuit anys li va ser encarregada una missió a l'exèrcit i va embarcar vers Sud-amèrica en la companyia del governador de la Guaiana Francesa. Va tornar quasi immediatament a França per completar els seus estudis, i reingressà a l'exèrcit dos anys després. Va ser enviat a l'Índia, on va entrar en contacte amb molts aventurers romàntics amb els quals estaria lligat literàriament més tard. Amb l'esclat de la Revolució va tornar a França i va servir amb distinció en les primeres campanyes, arran de les quals va assolir el rang de general adjunt. No obstant això, va atraure les sospites en refusar de participar en un brindis en honor de Marat, i va haver de fugir per salvar la vida.
Després de la caiguda del Terror va reingressar al seu càrrec, però novament va atraure les sospites i va ser acusat de mantenir correspondència il·lícita amb el representant anglès, James Harris, 1r comte de Malmesbury, qui havia estat enviat a França a negociar el tractat de pau. Va ser absolt de les acusacions, però, fart dels constants atacs, va renunciar-hi amb el pretext de les seves nombroses ferides.
A partir d'ací, Jouy va centrar-se en la literatura, i l'any 1807 va escriure el llibret de l'òpera La Vestale, amb música de Spontini, amb la qual va assolir un gran èxit. L'òpera va ser representada durant cent nits seguides, i va ser considerada per l'Institut de França com el millor drama líric del moment. Hi van seguir altres òperes, però cap d'elles va igualar l'èxit de La Vestale. També publicà a la Gazette de France una sèrie d'articles sobre la vida parisenca, que van ser recollits i publicats sota el títol L'Ermite de la Chaussee d'Antin, ou observations sur les moeurs et les usages français au commencement du XIX siecle (1812-1814, 5 vols.) i que van ser acollits calorosament.
L'any 1821 va obtenir un gran èxit amb la tragèdia Sylla, en part gràcies al talent de l'actor Talma. Sota la Restauració, Jouy va lluitar per la causa de la llibertat i si la seva obra va ser sobrevalorada pels seus contemporanis, va ser probablement pel respecte personal que sentien per l'autor. Va morir a les habitacions que ocupava per al seu ús al palau de St Germain-en-Laye, el 4 de setembre de 1846.
Entre l'extensa llista de llibrets d'òpera, tragèdies i altres escrits cal esmentar:
- Milton (1804), òpera, en col·laboració amb Armand-Michel Dieulafoy. Música de Spontini
- La Vestale (1807), òpera. Música de Spontini
- Fernand Cortez (1809), òpera, en col·laboració amb Joseph-Alphonse Esménard. Música de Spontini
- Les Amazones ou la fondation de Thèbes (1811), òpera. Música d'Étienne Nicolas Méhul
- Tippo Saeb, tragèdia (1813)
- Les Abencérages ou l'Etendard de Grenade (1813), òpera. Música de Luigi Cherubini
- Belisaire, tragèdia (1818)
- Les Hermites en prison (1823), en col·laboració amb Antoine Jay, com ell, presoner polític
- Moïse et Pharaon (1827), òpera, en col·laboració amb Luigi Balocchi. Música de Rossini
- Guillaume Tell (1829), òpera, en col·laboració amb Hippolyte Bis. Música de Rossini.